# Escalada

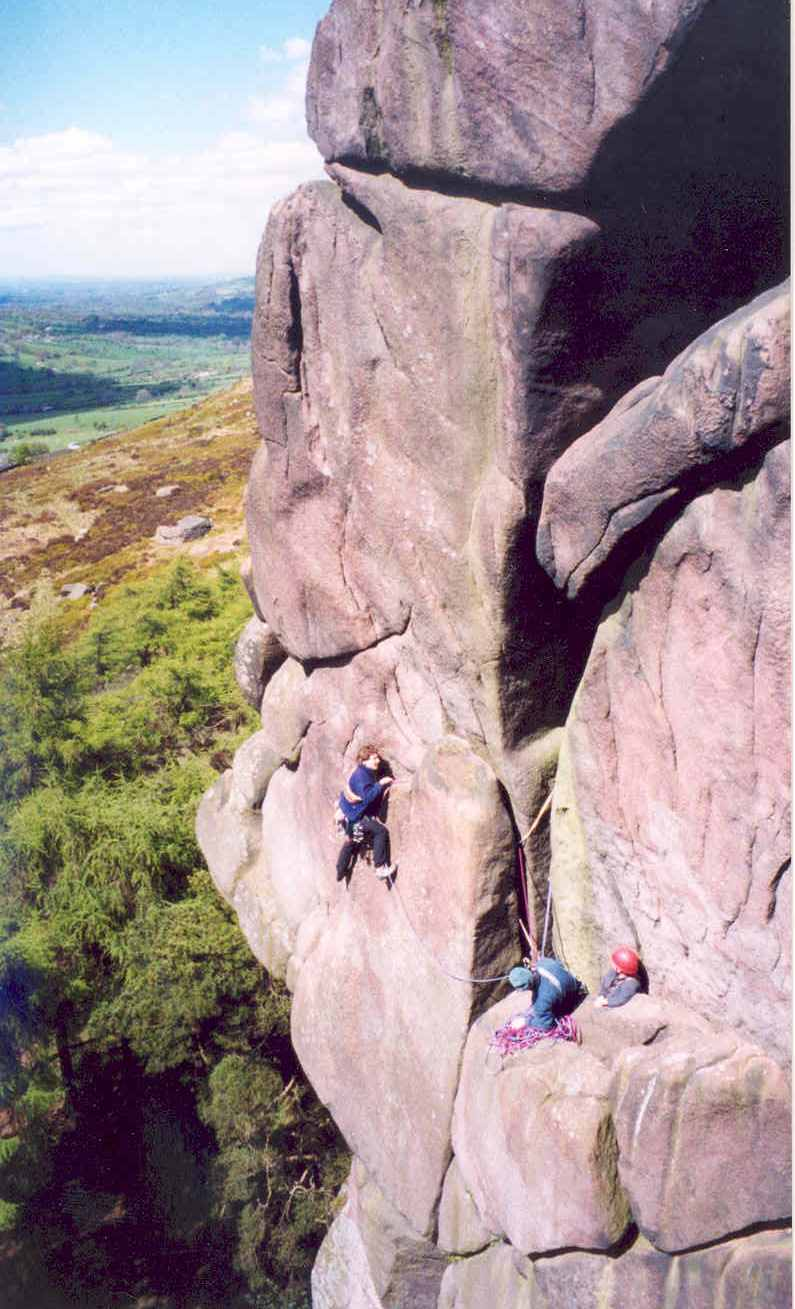
Escaladores en Valkyrie, Reino Unido.

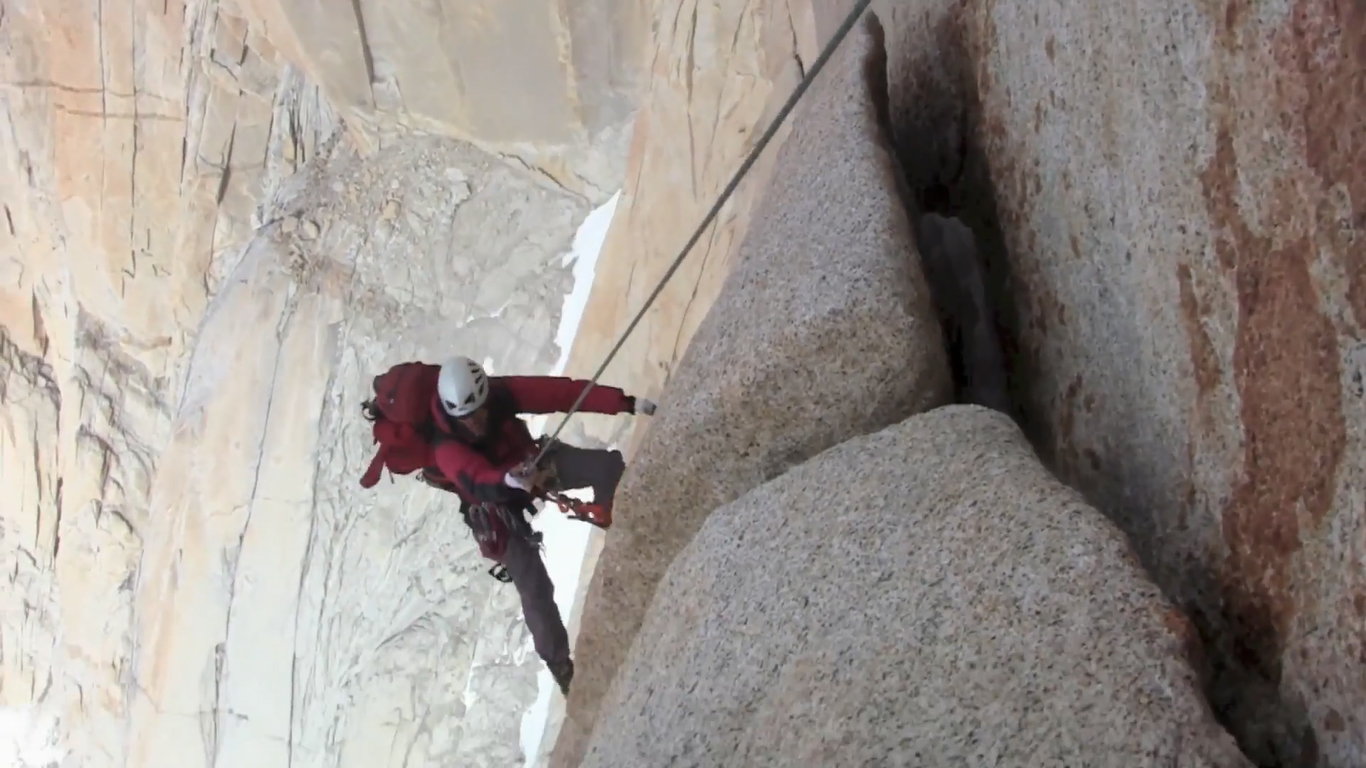
Escaladores en el Monte Fitz Roy, El Chaltén (Argentina).

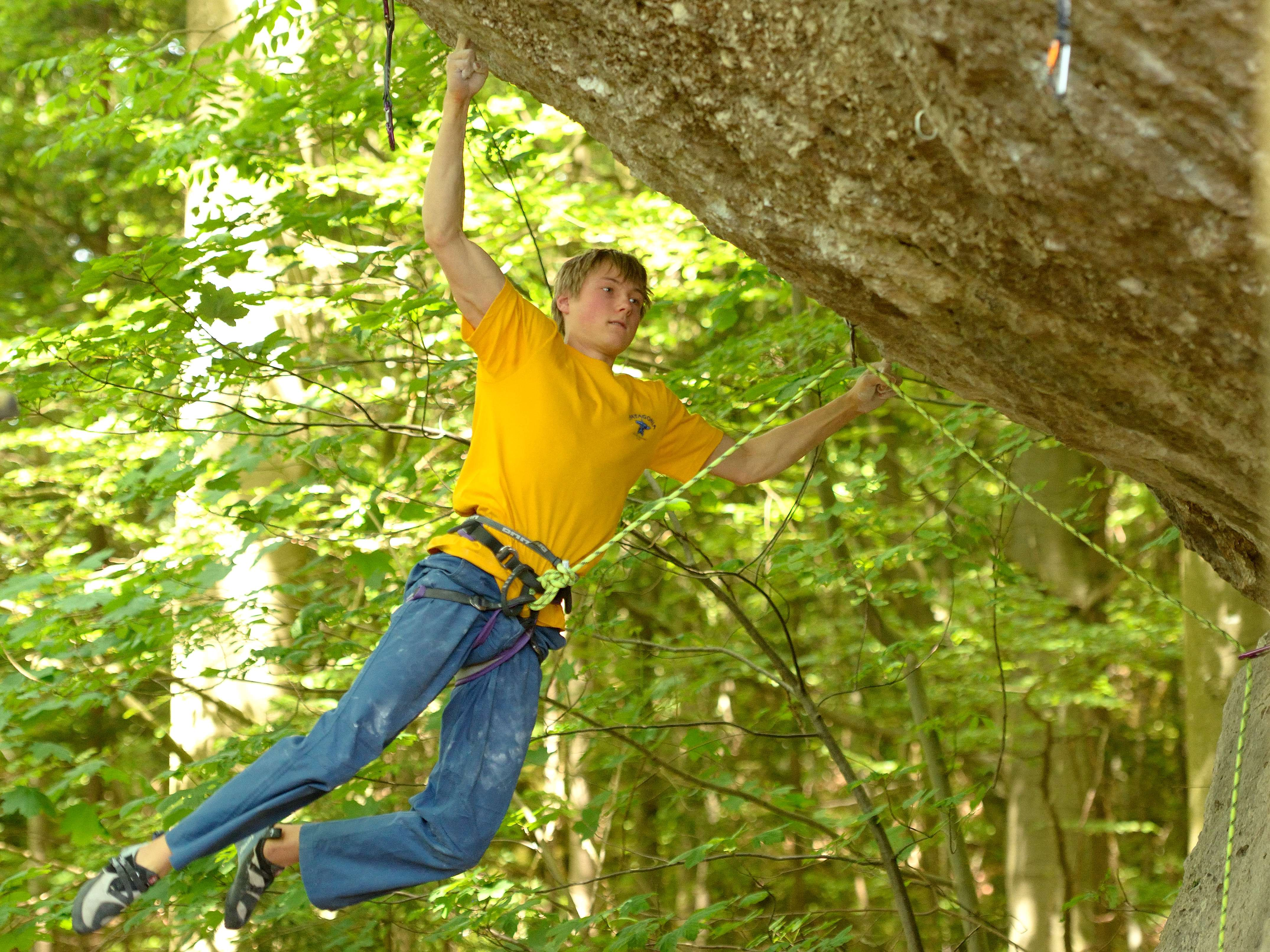
Alexander Megos escalando el Action Directe, en la Suiza Francona, al sur de Alemania.

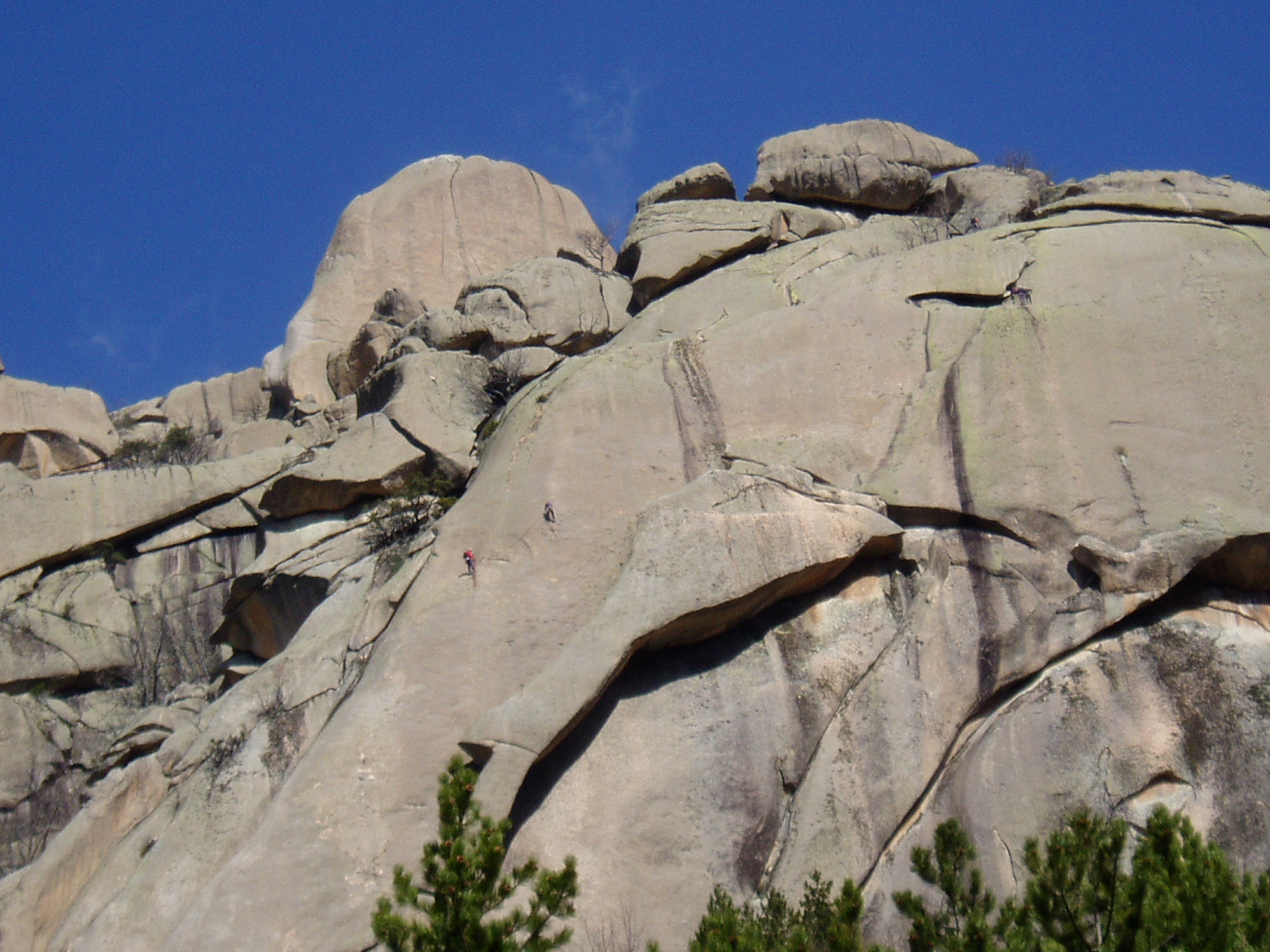
Escaladores en La Pedriza, España.

La escalada es una actividad que consiste en realizar ascensos sobre paredes, valiéndose de la fuerza física propia. Se considera escalada todo ascenso con las extremidades inferiores (pies y piernas; en algunos casos también se podría llegar a utilizar la rodilla, por si hubiera alguna pared al lado) y las extremidades superiores (brazos y manos). En la escalada hay alturas que implican un peligro considerable y con el objetivo de tener seguridad se utiliza equipo de protección.
En origen, la escalada aparece como una actividad derivada del montañismo. Entonces se consideraba solo como un medio de entrenamiento para los recorridos de montaña. Fue en el siglo XIX cuando la actividad nació en Alemania del Este (Dresde) y en Inglaterra (el distrito de los Lagos).
A lo largo de un siglo, el material evolucionó al ritmo de las actuaciones de los escaladores y a la inversa. Las vías de dificultades crecientes aparecieron con los tiempos: 1913, nivel 5; 1917, nivel 6; 1970, nivel 7; 1983, nivel 8; 1991, nivel 9... La existencia de rocódromos a partir de los años 1960 dio un auténtico empuje a la evolución de la disciplina.
La escalada se considera, a menudo, como un deporte de riesgo, aunque conviene distinguir diferentes prácticas. Habitualmente, se practica con un equipo que permite evolucionar con seguridad, pero existe una práctica más extrema llamada «solo integral», donde el escalador evoluciona sin ninguna seguridad. Esta práctica en particular ha sido popularizada por las películas de Jean-Paul Janssen, La vie au bout des doigts ("La vida en la punta de los dedos", 1982) y Opéra Vertical, en las que Patrick Edlinger evoluciona en solitario en sitios como los faros de Buoux y las Gargantas del Verdon.

## Tipos de escaladas pared
Tipo de escalada consistente en escalar vías que no están equipadas, el escalador debe llevar el material para asegurarse en la pared
- Escalada en interior. También conocida así porque se ocupa la parte interior de la roca o pared; fisuras por lo general
  - Escalada en rocódromo usando cuerda (no confundir con la escalada interior).
  - Escalada en salas de boulder.
  - Escalada en boulder (no necesariamente en salas).
- Escalada en exterior. Según la técnica y el entorno donde se desarrolla se subdivide en:
  - Escalada en roca.
  - Escalada alpina. Se lleva a cabo en alta montaña, con todas las implicaciones del medio (clima, altitud, presión atmosférica).
  - Escalada en hielo. En este tipo de escalada se suele utilizar un material especial adaptado a sus condiciones.
  - BigWall o grandes paredes.
  - Escalada mixta (roca y hielo).
  - Psicobloc. Escalada sin cuerda en acantilados sobre agua (mar).
  - Escalada urbana. Se practica en los grandes edificios de las ciudades. Suele hacerse en solitario y suele ser ilegal en muchos países.
  - Escalada de adherencia. Se realiza en las paredes no completamente verticales que no disponen de presas de pie y de mano. La diferencia principal entre esta técnica y la escalada normal de pared es la posición del cuerpo: hay que separar en mayor medida la cadera de la pared, de forma que el cuerpo quede lo más aplomado posible en relación con la pared. La escalada de adherencia también se emplea para superar canales y diedros resbaladizos desprovistos de presas de mano y de pie. Casi siempre es imposible volver atrás. La tranquilidad y el equilibrio interno son las principales condiciones psíquicas para poder practicar con seguridad y placer la escalada de adherencia.

Y al ser la escalada una disciplina sin normas escritas, se pueden diferenciar distintos tipos de escalada según su filosofía o ética:
- Escalada libre.
- Escalada clásica (o tradicional).
- Escalada deportiva.
- Escalada artificial.
- Escalada en solitario.
- Solo integral.

De cada uno de los medios en que se escale depende las técnicas y el equipo a emplearse. El equipo y técnicas difieren mucho entre la escalada en hielo y la escalada en roca. En cambio, no hay mucha diferencia de técnica básica entre la escalada en roca y la de rocódromo, por lo que el rocódromo se utiliza muchas veces como entrenamiento. Sin embargo, la escalada en roca exige muchos más recursos físicos, técnicos y de equipo que la de rocódromo.

### Escalada libre
Se emplean únicamente las manos y los pies como elementos de progresión. El casco es un elemento recomendable. Suelen utilizarse los denominados pies de gato. Son un tipo de calzado que se adapta muy bien a los pies. Su suela es lo suficientemente gruesa para que no se perfore con ningún objeto, y está fabricada en goma cocida, lo que proporciona adherencia, siempre que la roca no esté húmeda. Por esta razón, no conviene escalar en ciertos lugares por la mañana, debido al rocío que humedece la pared. En esta modalidad de escalada libre está prohibido descansar colgándose de los seguros entre las reuniones, y si el escalador se cae tiene que repetir el largo desde el principio.
- Escalada alpina. Es la escalada en alta montaña. Requiere ser un escalador experto, debido a las complicaciones que podrían darse, como la capacidad física, falta de seguros fijos, roca no fiable, condiciones meteorológicas, descenso complicado, etc.
- Escalada en hielo. Se realiza en las paredes en que se forman cascadas de hielo. Es una de las más peligrosas. Se progresa con herramientas específicas: piolets y crampones, y para asegurarse se usan los tornillos de hielo.
- Escalada mixta (roca y hielo).

Dentro de la "escalada libre", se incluirían la escalada deportiva y la escalada clásica, siempre y cuando en esta última no exista ningún tramo de la vía ascendido con técnicas de escalada artificial.

### Escalada clásica (o tradicional)
La escalada clásica (o tradicional) persigue hacerse de la manera tradicional alpina, es decir, subir una vía por la que el primero de la cordada va instalando los seguros, ya sea en anclajes naturales (árboles, puentes de roca, puntas de roca) o en anclajes artificiales recuperables (clavos, nudos empotrados, fisureros, friends...). Generalmente, las fijaciones para escalada clásica se instalan en grietas (mayor sencillez), como los friends, fisuras, pitones... Ocasionalmente, se colocan seguros que ofrecen mejores garantías, fundamentalmente por permitir una tracción multidireccional: tacos de expansión autoperforantes —conocidos popularmente como SPITS—. Si bien requieren un tiempo de instalación mucho mayor (hay que perforar manualmente un agujero de unos 3 cm de profundidad en la roca compacta, usando la propia cabeza dentada del taco como broca y el martillo de escalador como percutor), ofrecen una resistencia mayor y, en combinación con un conjunto de conectores (chapa o anilla de anclaje + mosquetón) conforman un anclaje artificial con mayor eficacia para detener una caída que las fijaciones para fisuras. El taco en sí no es recuperable, a diferencia de las fijaciones para fisuras, aunque sí lo es la chapa o anilla que lleva para unirse al mosquetón. Retirada ésta (chapa o anilla), en pared solo queda el orificio de la rosca hembra del taco.
Generalmente, en la escalada clásica se evita instalar anclajes de expansión (como Spits y Parabolts), aunque se ven a menudo en pasajes delicados o difícilmente protegibles de forma muy natural.

### Escalada deportiva
Estilo de escalada que, como sistema de seguridad, utiliza anclajes previamente fijados a la pared mediante sistemas mecánicos —de expansión— o químicos —resinas epoxi— colocados estratégicamente a lo largo de la vía, lo que permite ampliar las posibilidades de escalada a las placas de roca compacta carentes de aristas o fisuras. Estos anclajes ("chapas") sirven para asegurar a los escaladores de modo más polivalente que un friend o un fisurero, lo que permite concentrarse mucho más en la técnica o en algunos pasos difíciles. La escalada deportiva se caracteriza por reducir notablemente el riesgo del escalador, a cambio de aumentar el nivel de dificultad (el grado de la vía). Generalmente, esta modalidad busca zonas relativamente accesibles y con paredes no necesariamente muy altas, en las que se equipan vías marcadas de diferentes grados de dificultad. Los grados de dificultad en la escalada deportiva se miden desde 5.6 (principiante) hasta el 5.15 (profesional). Por lo general, antes de equiparse, estas vías se "limpian" de maleza y de piedras sueltas o susceptibles de romperse, para ganar en la seguridad del escalador deportivo. La escalada de esta modalidad suele buscar la dificultad por sí misma, y la belleza de movimientos.
El tipo de escalada deportivo es idéntico al desarrollado en rocódromos, salvo que estos últimos utilizan presas artificiales para conformar los agarres que la roca provee de modo natural. Las presas están hechas de resinas sintéticas, con buena adherencia e imitando formas naturales según la dificultad que se quiera lograr, aunque tienen el inconveniente de gastarse paulatinamente, volviéndose lisas. Este problema se acentúa si no se utiliza una zapatilla apropiada. Se suelen aducir motivos éticos para prohibir o censurar la alteración del medio natural con el fin de facilitar la ascensión. Por tanto, en caso de no tener suficiente nivel para escalar determinada vía, se recomienda buscar otra de menor nivel en lugar de alterarla artificialmente. 
La escalada deportiva surgió de la evolución de la escalada tradicional, buscando forzar el encadenamiento de las vías en estilo totalmente libre sin ningún tipo de apoyo artificial, de ahí su carácter deportivo. Corrientes éticas y filosóficas de aquellos orígenes que ayudan a comprender como se desarrolló su evolución fue el Freeclimbing. Este tipo de escalada es deporte olímpico desde Tokio 2020.

### Grandes paredes (BigWall)
La escalada de grandes paredes o big wall suele durar varios días, por lo que se tienen que subir hamacas para dormir, víveres, etc. Para este tipo de escaladas se usan técnicas de escalada artificial, aunque últimamente se están realizando grandes y largas escaladas íntegramente en libre. Se precisa de alimento para uno o dos días y el mínimo material, ya que su peso dificultará aún más la ascensión de la vía.

### Escalada artificial

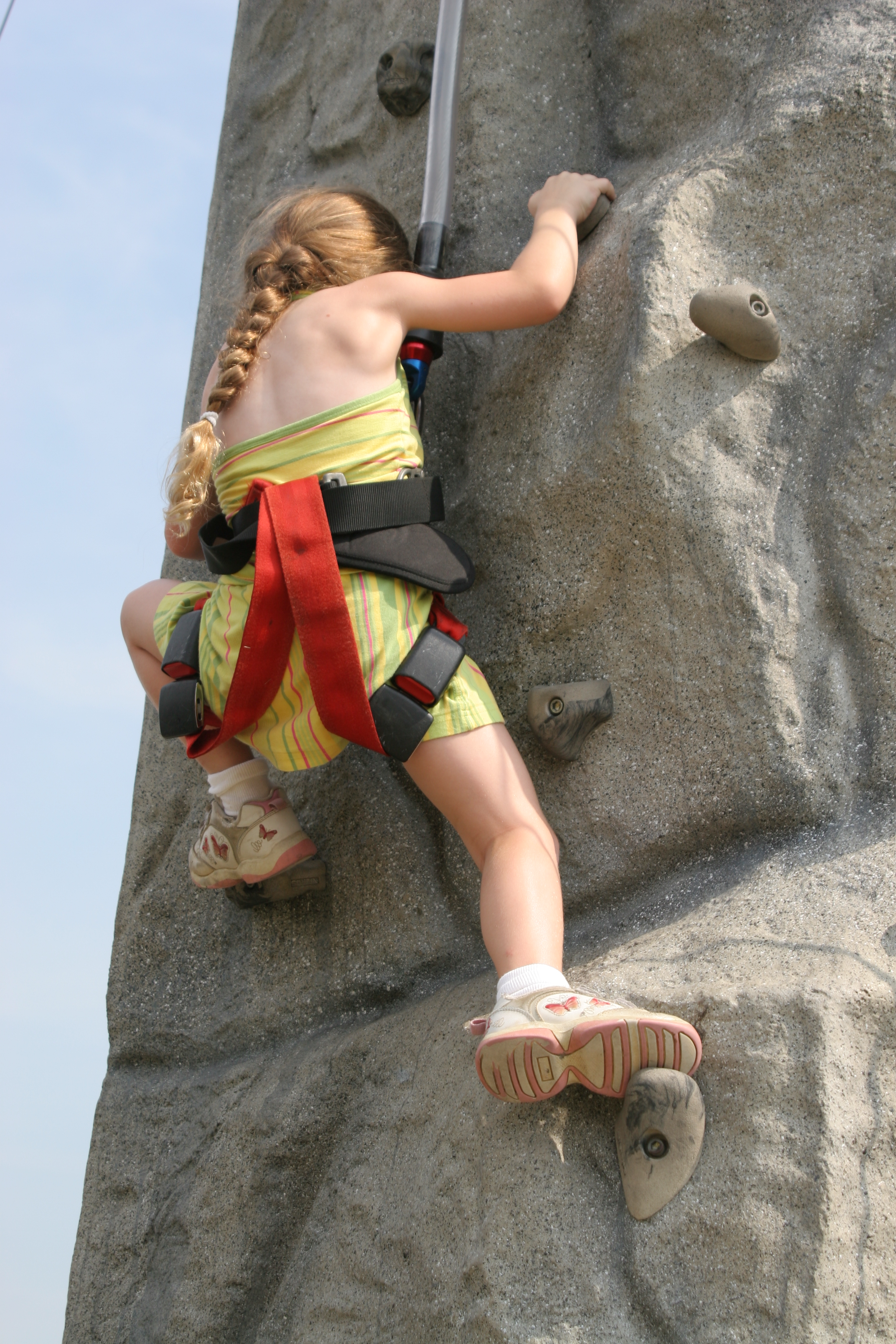
Escalada en rocódromo.

En la escalada artificial se emplean todo tipo de material como fisureros y pitones para ayudar a subir y no solo como protección; es decir, el material puede usarse también para progresar. En ausencia de presas naturales, se colocan fijaciones (del tipo adecuado a la carga y condiciones de la roca) a las que se sujetan estribos escalonados, que servirán al escalador para ir ascendiendo. Es un tipo de escalada lento y laborioso, donde además se precisa usar mucho material. Constituye la única forma de alcanzar determinados lugares, siendo muy usado, por ejemplo, por los espeleólogos para explorar ventanas colgadas en paredes y techos de las cuevas.

### Solo integral
Solo integral (también se conoce por escalada natural). Es la escalada sin cuerda ni seguros ni ningún tipo de protección que pueda salvar al escalador en caso de caída.
En casi todos los casos en los que el escalador o escaladora realiza un solo integral, lo hace en vías que conoce bien. Además, para este tipo de ascensiones habitualmente se escogen rutas muy por debajo del nivel máximo de dificultad del escalador en cuestión, a pesar de lo espectacular que pueden parecer al profano. De esta manera se minimiza en lo posible el riesgo de caída, supeditado más a una rotura de la roca o un resbalón inesperado que a la dificultad técnica que la vía pueda plantear. La caída en este tipo de escalda suele implicar un daño muy grave o la muerte, por ello no es un estilo de escalada que realice mucha gente.

### Escalada en solo
En la actualidad, podemos diferenciar una gran variedad de tipos de escalada. Sin embargo, ninguna vertiente de la escalada posee un grado de peligrosidad tan elevado como el que ofrece la escalada en solo, ya que la primera y principal característica de esta vertiente es la de escalar en altura sin cuerda alguna ni ningún otro tipo de seguridad adicional. El escalador que escale en solo, debe tener una forma física y una técnica excelentes; y además debe aguantar la presión psicológica de conciencia de la dualidad entre la vida (llegar a la cima) y la muerte (caída mortal). Por lo general, la mayoría de los que escalan en solo, suelen basarse en el principio de progresión para disminuir ligeramente los riesgos, de manera que suelen hacer algún o algunos intentos con cuerda o línea de vida antes de ascender en solo. Esto ayuda al escalador a conocer el manejo y desarrollo de la técnica que requiera la vía en cuestión y le permite conocer el grado de esfuerzo y concentración así como la voluntad que va a tener que desarrollar para completar la vía y alcanzar la cima. A pesar de todas las precauciones que se puedan tomar, la escalada en solo se considera uno de los deportes más peligrosos, ya que el escalador se juega la vida en cada ascenso. 

### Escalada en solitario
Se denomina escalada en solitario a escalar autoasegurado con una cuerda, pero sin acompañante. Existen distintas técnicas para autoasegurarse, desde la clásica de los nudos, en la que el escalador va atándose a nudos a medida que progresa, hasta los modernos aparatos de autoseguro (Silent Partner, Soloist, Soloaid).

### Bulder
Bulder, del inglés Boulder: escalada en bloque. Es una forma de solo integral en la que el escalador nunca sube bastante alto como para que una caída pueda suponerle problemas graves. Es decir, se sube un bloque de unos pocos metros, por lo general con la caída asegurada con una colchoneta (crash pad) que evite golpes o un compañero atento a la caída. El Boulders se puede hacer sobre roca o sobre una superficie artificial de madera tipo plywood, a la cual se le abren huecos con un barreno. Para sujetar las presas se usa un tipo de rosca llamada peanut, que ayuda a que la presa no se mueva a los lados. Los Boulders también pueden ser de materiales plásticos y de roca pura. Lo principal es que no sean muy altos, para caer suavemente en la colchoneta.

### Psicobloc
Una de las últimas tendencias del búlder es el psicobloc, que se realiza en acantilados que tienen paredes con el desplome suficiente como para no golpearse en una de las habituales caídas con algún saliente de roca. Aquí la protección pasiva es el agua.
Pese a parecer una práctica segura, la altura de algunos acantilados hace que no sea raro ver muñecas, tobillos y costillas rotas por el golpe contra el agua. Esto sin considerar la cantidad de medusas que se pueden ver en algunos de los lugares más habituales de psicobloc, como Mallorca.

## Técnica de progresión
La técnica de progresión, que es común a todos los tipos de escalada, es la siguiente:
El primero de la cordada sube haciendo uso de agarres o presas y "apoyos" naturales, para agarre de manos y apoyos de pies, respectivamente, y va colocando los seguros —caso de la escalada clásica— o anclándose a ellos —caso de la escalada deportiva—. Según coloca o se ancla a cada fijación preferentemente al nivel de su cintura (cuanto más alto se coloque mayor será la posible caída) y pasa la cuerda con cuyo chicote va atado por uno de los mosquetones enlazados por una cinta que unirá la cuerda a la fijación (el conjunto de dos mosquetones unidos por una cinta se conoce como cinta exprés). 
Mientras tanto, el segundo de la cordada asegura al primero fijando su cuerda anclándola, mediante un mosquetón y un dispositivo de freno, en la base de la cordada o en un lugar intermedio de reunión, estrangulando la cuerda y bloqueándola en caso de caída. En el caso de una caída, el último punto de anclaje la detendrá. La energía de la caída la absorben los elementos de la cadena de seguridad, tales como la elasticidad de la cuerda, las cintas que la conecten a las fijaciones, el dispositivo de freno (si es dinámico), los arneses de los escaladores y, en último caso, sus cuerpos.
El segundo de la cordada sube asegurado desde arriba por el primero, usando la misma cuerda, pero expuesto a una caída de una altura mucho menor. En la escalada clásica, y si el segundo es el último que sube, debe retirar las fijaciones que sean recuperables (friends, clavos, fisureros, cintas en anclajes naturales...) y los elementos posibles en las fijaciones artificiales (como las chapas o anillas de conexión en los tacos autoperforantes).
Una vez alcanzado el final de la escalada, se pueden usar varias técnicas para el descenso. En escalada de varios largos, y si no se puede descender a pie por una ruta alternativa, se deberá usar la técnica de rapel. Si la vía es de un solo largo, el escalador se podrá descolgar desde la reunión, pudiendo dejar la cuerda colocada para que el segundo escale en tope-rope (con la cuerda por arriba).

## Equipo

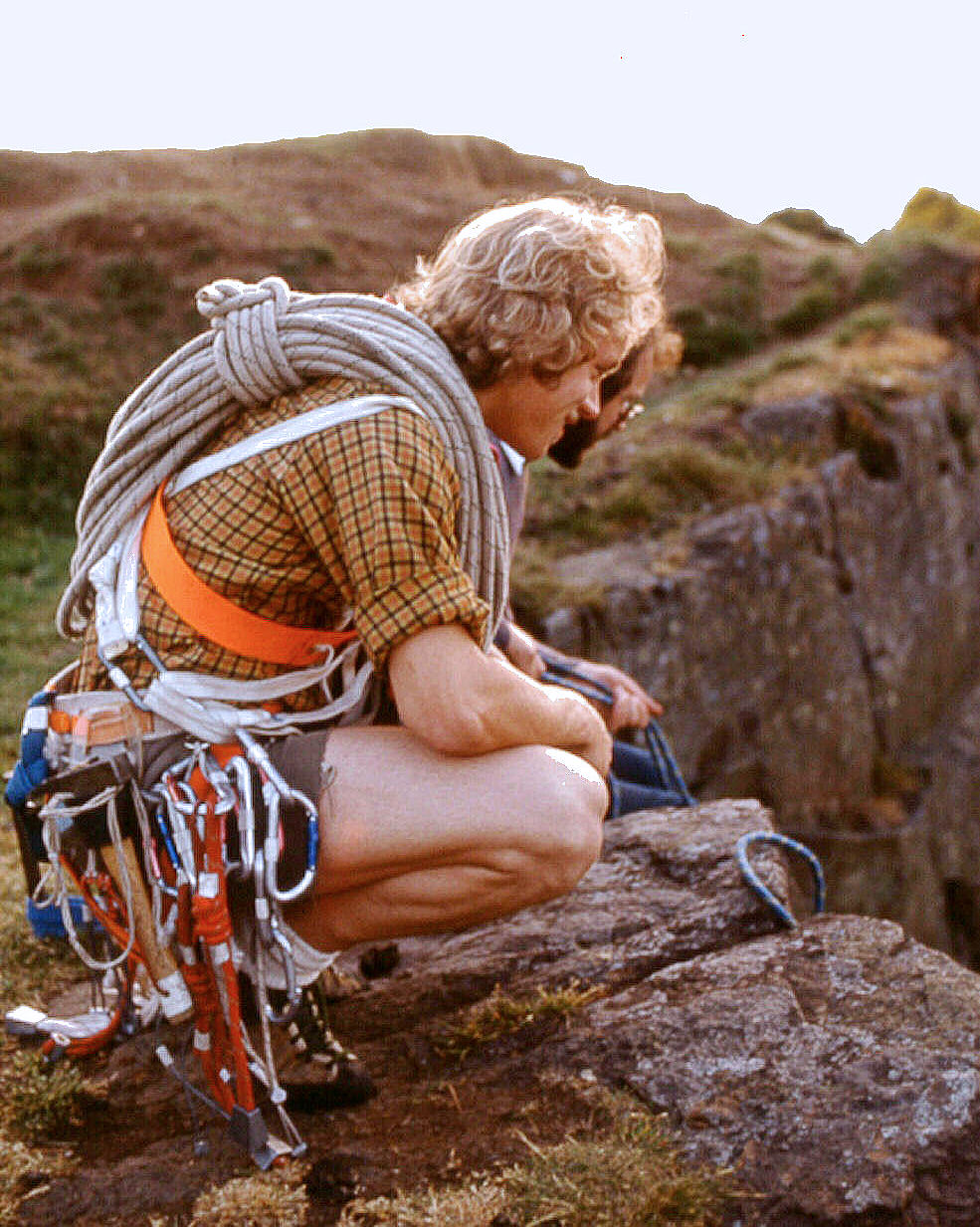
Escalador en la década de 1970.

El equipo dependerá del tipo de escalada. Si es escalada deportiva, se necesita arnés, zapatos para escalada (pie de gato), mosquetones, cintas exprés o anillas, sistemas de frenado o seguro (ATC, grigri, reverso, etc.), cuerda dinámica, puño ascensor, y algo muy importante que muchos escaladores han olvidado: casco.
Para escalada artificial y/o escalada interior o clásica, se requiere además de diversos materiales (fisureros —también llamados empotradores, stoppers o nueces—, friends, etc.), según la ruta que se desea subir.
La mayoría de los escaladores usa magnesio contra el sudor, aunque en determinados lugares protegidos (como parques naturales, etc.) está expresamente prohibido por las autoridades porque mancha temporalmente la roca.
Para escalar, siempre se utilizan una serie de elementos para la seguridad: arnés, cintas exprés, mosquetones (normales o de seguridad), cuerda dinámica, magnesio, pies de gato, cinta larga, grigri, casco, etc. Es muy importante llevar el material adecuado para cada tipo de escalada, teniendo en cuenta el tipo de roca, la graduación del sector donde se vaya a escalar y el estado de los anclajes existentes, verificar el grado de oxidación, etc. Hay que llevar siempre algo más de material, para posibles emergencias.
En escalada de rocódromo necesitaremos el material mínimo: arnés, cuerda, pies de gato, cintas exprés, dispositivo de freno (preferiblemente uno automático o semiautomático, tipo gri-gri, etc.). Para la escalada deportiva en vías equipadas con anclajes fijos necesitaremos poco más: es habitual un cabo para usarlo de autoseguro en las reuniones y algo que muchos escaladores han olvidado: casco. Para escalada artificial y/o escalada clásica se requiere además de diversos materiales (fisureros, friends, empotradores, uñas, plomos, etc.) variando mucho en función de la ruta elegida (tipo de roca, tipo de emplazamientos para anclajes, ética determinada de la zona...).
Podemos clasificar el equipo de escalada 
- Equipo personal
  - Arnés
  - Pies de gato
  - Casco
- Cuerdas, cordinos y cintas.
  - Según su elasticidad:
    - Cuerdas estáticas
    - Cuerdas dinámicas

  - Según su uso:
    - Cuerdas simples
    - Cuerdas gemelas
    - Cuerdas dobles
- Mosquetones 
  - Normales
  - De seguridad
  - HMS
- Frenos. Hay una gran cantidad de aparatos que sirven para asegurar la progresión de un escalador
  - Gri-gri
  - Sum
  - Cinch
  - Placas de freno
  - ABS
  - ATC
  - Reverso
  - Nudo dinámico montado sobre mosquetón HMS
- Rapeladores o descensores (como el "8", piraña...)
- Fijaciones
  - Clavos o Clavijas
  - Fisureros o empotradores
  - Friends
  - Tricams
  - Plomo
  - Exprés

## Fijaciones
Podemos diferenciar entre 2 tipos de fijaciones: las recuperables (empleadas sobre todo en escalada clásica, alpina y BigWall) y las no recuperables, empleadas especialmente en deportiva.
Las fijaciones usadas en la técnica deportiva pueden ser los tacos autoperforantes comentados en el apartado de escalada clásica, pero el uso cada vez más asequible de potentes taladros autónomos permite instalar fijaciones más profundas (al no ser necesario abrir el agujero a mano) que ofrecen más garantías. Es el caso de los pernos de expansión, conocidos como parabolts, y de los pernos químicos. 
En los parabolts, se trata de un tornillo roscado de hasta 15 cm de longitud, a lo largo del cual se intercala una o varias cuñas tronco-cónicas que se expanden contra una camisa exterior y ésta, a su vez, contra las paredes del agujero (similar a como sucede con un taco de expansión autoperforante). En el extremo roscado del tornillo que aflora de la roca se coloca la chapa o anilla de conexión, siendo posible utilizar el punto de anclaje al instante de haberlo colocado, motivo por el cual ha ganado adeptos en los terrenos de exploración donde es factible llevar un taladro autónomo en el equipo, como determinadas campañas espeleológicas.
Los pernos químicos se adhieren a la roca mediante un adhesivo, generalmente a base de resinas epoxi: se taladra el agujero en el cual, convenientemente limpio, se introduce la resina (existe variedad de formas de aplicación, como pistola de inyección o cápsulas pre-dosificadas) y luego el perno: básicamente una varilla con corrugas en el cuerpo —que se agarran a la resina— terminada en una argolla para el mosquetón. El perno, también llamado tensor, suele ser de materiales muy durables, como acero bicromatado o inoxidable.
Este sistema de instalación precisa de un tiempo de fraguado tras su colocación antes de poder ser usado, que varía según el ligante usado y las condiciones climatológicas. Asimismo, es el que ofrece mayor durabilidad y resistencia del anclaje, y puede ser colocado en multitud de rocas, incluso en rocas blandas que no permitirían el uso de anclajes de expansión. Es considerado hoy día el mejor tipo de anclaje sobre roca, con el inconveniente de la necesidad de un tiempo de fraguado previo a la utilización.

## Graduación
La dificultad de una escalada se puede graduar utilizando distintos sistemas métricos. Estos sistemas varían según la región (francés, yosemite, inglés,..) o el tipo de escalada (libre, artificial, en hielo, psicobloc). En España el sistema más habitual para la escalada en roca es la mezcla de la graduación UIAA y la francesa. Para las vías de menor dificultad se emplea el sistema UIAA (números romanos del I al V con + o - para afinar más), para saltar después a la graduación francesa (6, 7, 8, 9 con subíndices a, b o c y un + para ajustar más aún, por ejemplo: 6a, 6a+, 6b,6b+...).